# Аджам (народ)

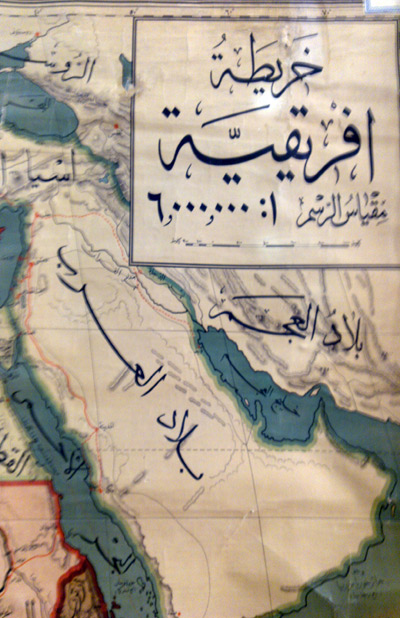
Османская карта 1908 года с указанием «страны аджамов».

А́джам (араб. عجم‎ —  неараб, плохо говорящие по-арабски‎) — ираноязычные мусульманские народы восточных провинций Арабского халифата, проживавшие главным образом в Хорасане, Мавераннахре и Туркестане.
В ходе процесса исламизации регионов Южной и Центральной Азии происходило сращивание установок нормативного ислама с древними религиозными и культурными традициями проживавших там народов. Духовный субстрат исламизированных народов оказал существенное влияние на ислам, который со временам стал для них «своей» религией. Ислам аджамских народов приобрел специфические черты, проявившиеся в религиозных понятиях, обрядах, изобразительном и прикладном искусстве и т. д. Так, сохраняются доисламские персидские названия религиозных понятий (религия, грех, пророк и т. д.), празднование языческого Нового года (Навруз), культ огня (светильники в мазарах, зороастрийские ритуалы).
Несмотря на то, что нормативный ислам запрещает изображать живые существа (людей, зверей, животных и т. д.), сохранилась настенная живопись во дворцах правителей Хутталяна и Газневидов; изображения фантастических животных, знаменитые школы миниатюристов в Бухаре и Герате.
Вопреки негативному отношению шариата к алкогольным напиткам, в регионах традиционного проживания аджамских народов сохранилась культура виноделия. Наиболее распространённым был сорт вина мусаллас. Вино в жанре хамрийят воспевали классики персидско-таджикской литературы (Рудаки, Хайям, Хафиз и др.) и изображали в книжной миниатюре, на серебряной, бронзовой и керамической посуде. Многочисленные пиры правителей и знати сопровождались распитием вина.
В погребальном обряде аджамских народов сохранились такие доисламские традиции, как соблюдение дней траура, ношение траурной одежды, полуподземные и наземные постройки (дахма, макбара, сагана) и т. д..